# Eleebichneumon pittata
Eleebichneumon pittata là một loài tò vò trong họ Ichneumonidae.